# Al-Shahaniya
Al-Shahaniya (en arabe : الشحانية) est l'une des subdivisions du Qatar.
Créée en 2015, sa capitale est Al-Shahaniya (en).